# Franc Bogovič
 (mars 2015).
Si vous disposez d'ouvrages ou d'articles de référence ou si vous connaissez des sites web de qualité traitant du thème abordé ici, merci de compléter l'article en donnant les références utiles à sa vérifiabilité et en les liant à la section « Notes et références ».
Franc Bogovič, né le 2 février 1963 à Senovo (en) (Slovénie), est un homme politique slovène, membre du Parlement européen depuis mai 2014.

## Biographie
Franc Bogovič étudie l'agronomie à l'université de Maribor et devient ingénieur agricole.
De 1984 à 1990, il est expert du développement agricole. En 1990, il lance sa propre entreprise familiale spécialisée en production agricole.
En décembre 1998, il est élu maire de la municipalité de Krško, un mandat renouvelé en 2002, 2006 et 2010, un mandat qui prit fin en 2011. En 2008, il est élu membre de l'Assemblée nationale de Slovénie, et réélu en 2011.
De février 2012 à février 2013, il est ministre de l'agriculture et de l'environnement. Le 2 mars 2013, il est élu président du Parti populaire slovène.
Il est membre du Parlement européen de 2014 à 2024, siégeant au sein du groupe du Parti populaire européen.